# Antonio Oriol y Buxó
Antonio Oriol y Buxó (Reus (Tarragona), 1834 - Barcelona, 1891) fue un orfebre y platero español.

## Inicios
En sus inicios fue aprendiz de diversos joyeros. Se trasladó a Barcelona en 1850, donde abrió una joyería de venta al por mayor en la calle Basea 23, situada en el Borne, una zona especializada por ser la "platería" el eje gremial.
En 1854 amplió sus instalaciones y pronto cobró prestigio por la calidad de sus piezas de orfebrería (medallones, broches, pendientes, brillantes, etc. con frecuente uso de diamantes), que fueron predilectas por la alta sociedad barcelonesa.

## Obras
Llegó a ser proveedor de la Casa Real, realizando diversas piezas para Isabel II, entre otras una diadema y un collar de brillantes, clasificados como obras de difícil superación. Realizó también un gran número de objetos religiosos: custodias, cálices, copones, además de otras piezas para la Casa Sacerdotal de Barcelona. Varios proyectos fueron realizados con la colaboración de Miguel Soldevila.

## Membresía
Fue miembro de la Junta directiva de la Asociación General de Artífices en Joyería y Platería y A.S.Q.B.S.M. Además de vocal de la Junta directiva del Centro Industrial de Cataluña.

## Desarrollo de la empresa y descendencia
Su hijo Antonio Oriol y Ballvé (Barcelona 1868-1940) se trasladó a la Calle Ciudad 5 y 7 en 1886, donde fundó la sociedad anónima Hijo de A. Oriol.
Antonio Oriol y Ballvé era riguroso en la ejecución, y tenía un gran sentido comercial. De hecho, se introdujo en el "Centro de Brillantes de Amberes", donde llegó a abrir despacho desde el que importaba directamente.
El éxito de la empresa le llevó a construir o comprar diversas torres y propiedades (Ca n'Oriol Vell, Torre Oriol - construida por Enric Mora y Gosch, etc.) en el municipio de Moncada y Reixach. Curiosamente, parece ser que fue un gran aficionado a las aves, llegando a fundar y presidir la Sociedad Colombófila de Cataluña, así como la de Barcelona y la del Principado de Asturias. Fue además miembro de honor del Cureghem Centre de Bruselas.
La sociedad fue continuada por José María Oriol y Guardans, Antonio, Ricardo y Juan y sus descendientes.
Durante la Guerra Civil Española se tuvo que cerrar la empresa. Se procedió a regalar a cada empleado el utillaje especializado de los talleres. En la inmediata posguerra, otra generación procedió a la reapertura en el Paseo de Gracia 7, llegando sus descendientes a recibir diversos premios por la creatividad de sus piezas. Ellos fundaron la Agrupación de Orfebres-FAD en 1979.
Sus trabajos con nuevos materiales, la luz y la electrónica encandilaron entre otros a Salvador Dalí.